# Уланово (Пестречинский район)
Уланово — деревня в Пестречинском районе Татарстана. Входит в состав Пестречинского сельского поселения.

## География
Находится в северо-западной части Татарстана на расстоянии менее 1 км на запад от районного центра села Пестрецы у речки Сула.

## История
Основана еще в период Казанского ханства. Первоначальное название Карамыш Уланово. В 1562 году была выделена в поместье И.Михневу и Ф.Заболоцкому и заселена русскими крестьянами.

## Население
Постоянных жителей было: в 1782 году - 134 души мужского пола, в 1859 - 303, в 1897 - 483, в 1908 - 541, в 1920 - 618, в 1926 - 750, в 1949 - 560, в 1958 - 426, в 1970 - 296, в 1979 - 260, в 1989 - 144, в 2002—355 (русские 52%, татары 42%), 394 в 2010.